# Oliver Hardy
Oliver Hardy, celým jménem Oliver Norvell Hardy (18. ledna 1892 Harlem, Georgie – 7. srpna 1957 North Hollywood, Kalifornie) byl americký herec a komik. Proslavil se spoluprací se Stanem Laurelem - vytvořili spolu slavnou komickou dvojici Laurel a Hardy.

## Začátky
V dětství s ním byly občas problémy, proto byl poslán na školu v Milledgeville. O formální vzdělání neměl příliš velký zájem, ale zajímal se o hudbu a divadlo. Utekl z internátní školy a vstoupil do divadelní skupiny, kde hlavně zpíval. Matka rozpoznala jeho talent pro zpěv. Poslala Jej do Atlanty, aby studoval hudbu s učitelem hudby, Adolfem Dahm-Petersenem. Později se rozhodl vrátit do Milledgeville, kde matka provozovala hotel. V roce 1912 odešel do Jacksonvillu a začal rozvíjet filmový průmysl. Zpočátku se u filmu neprosadil a živil se jako zpěvák. V roce 1913 se v Atlantě seznámil se svou první ženou, pianistkou Madelyn Saloshinovou. Následující rok se vrátil do Jacksonville, kde se mu nakonec podařilo uplatnit jako filmový herec u společnosti Lubin Company. Jeho prvním snímkem se stal krátkometrážní film Outwitting Dad. V roce 1915 v této společnosti natočil 50 krátkometrážních filmů. Později, po přestěhování do New Yorku, pracoval pro studia Pathé, Casino a Edison. Po návratu do Jacksonville pracoval pro studia Vim a King Bee, kde spolupracoval s Billy Westem a herečkou Ethel Palmerovou. V roce 1917 nakrátko odešel do Los Angeles a pracoval jako nezávislý herec pro několik hollywoodských studií. S Billy Westem setrval až do roku 1920. V roce 1921 se poprvé ve filmu objevil s britským hercem Stanem Laurelem v A Lucky Dog v produkci G. M. Andersona. Do té doby měl Oliver za sebou už cca 270 krátkometrážních němých filmů, většinou grotesek. Z nich se do dnešních dnů dochovalo okolo stovky.
V letech 1918 až 1923 natočil více než 40 filmů pro studio Vitagraph. V roce 1919 se rozvedl. V následujícím roce se znovu oženil, vzal si hrečku Myrtle Reevesovou. V roce 1924 začal pracovat pro studio Hal Roach Studios, kde spolupracoval s Charleyem Chasem. Roku 1925 si zahrál ve filmu Yes, yes, Nanette! po boku Jamese Finlaysona v režii Stana Laurela. Roku 1926 si měl zahrát v dalším filmu Get’Em Young pod režisérským vedením Stana Laurela, ale musel být hospitalizován kvůli popáleninám, které utrpěl při vaření jehněčí kýty. Jeho roli převzal sám režisér, Stan Laurel. Do té doby se Stan Laurel objevoval spíše za kamerou jako režisér. Počínaje tímto rokem se Stan Laurel orientoval převážně na hereckou profesi. Ještě téhož roku si zahráli Hardy s Laurelem ve filmu Forty-five Minutes from Hollywood. Film byl výjimečný tím, že se v žádném záběru neobjevili společně.

## Duo Laurel a Hardy

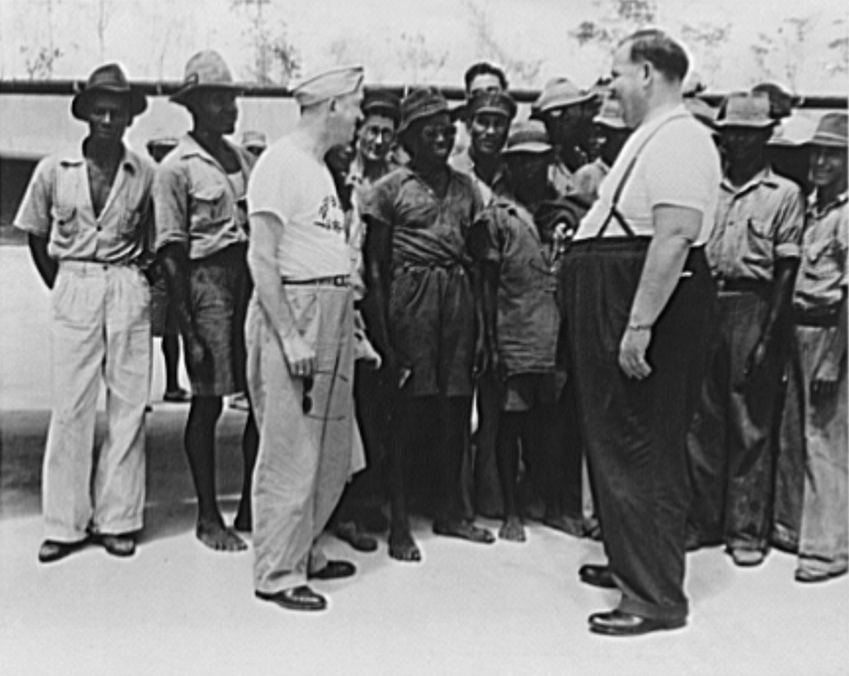
Stan Laurel a Oliver Hardy (vpravo) (1943)

Zlomovým se stal rok 1927, kdy s nimi podepsal spolupráci producent Hal Roach. V následujících desetiletích natočili společně 106 krátkometrážních i celovečerních filmů. V roce 1936 se rozvedl se svou ženou Myrtle. Roku 1939 natočil komedii Zenobia bez Stana Laurela (v době, kdy společně čekali na prodloužení své smlouvy u Hal Roach Studia). V tomto období se seznámil s pomocnicí scenáristy Lucille Jonesovou, ta se o rok později stala jeho třetí ženou.
Další kariéru ovlivnila druhá světová válka, což se promítlo i do některých jejich pozdějších filmů. Hardy a Laurel začali pracovat pro United Service Organizations, kde se svými filmy snažili podporovat válečné úsilí spojenců. V tomto období natočili filmy Laurel a Hardy v cizinecké legii (The Flying Deuces), Laurel a Hardy studují (A Chump at Oxford) a Laurel a Hardy na moři (Saps at Sea). Poslední zmíněný film byl jejich posledním filmem v produkci Hala Roacha. Následující filmy natočili ve spolupráci se společností 20th Century Fox, ale ty již nedosáhly úspěchu jejich předchozích filmů. V roce 1949 si zahrál bez Stana Laurela vedlejší roli ve westernu The Fighting Kentuckian po boku Johna Wayna. Rovněž bez Laurela si zahrál ještě v následujícím filmu Cesta k úspěchu (Riding High) po boku Binga Crosbyho. V letech 1950 až 1951 natočili Hardy s Laurelem v Evropě svůj poslední celovečerní film Laurel a Hardy zdědili ostrov (Atoll K nebo UTOPIA). Film vznikl v koprodukci Francie a Itálie.

## Smrt
V květnu 1954 utrpěl mírný infarkt myokardu. V roce 1956 si začal poprvé v životě šetřit zdraví. Během několika měsíců zhubl o více než 70 kg, což zcela změnilo jeho vzhled. On i Stan Laurel byli silní kuřáci. Hal Roach řekl, že to byli dva komíny parních vlaků. Dne 14. září 1956 utrpěl závažnou cévní mozkovou příhodu. Ta ho upoutala na lůžko a na několik měsíců mu znemožnila komunikovat. Zůstal v péči své ženy Lucille. Během následujících měsíců dostal další dvě mozkové příhody. Začátkem srpna 1957 upadl do kómatu a nikdy se již z něj neprobral. Zemřel na cerebrální trombózu 7. srpna 1957 ve věku 65 let. Jeho ostatky byly zpopelněny a popel pohřben na hřbitově zednářského spolku Valhalla Memorial Park v severním Hollywoodu.
Jeho profesní přítel Stan Laurel byl příliš nemocný, proto se pohřbu svého filmového partnera nezúčastnil. Pouze prohlásil "Babe by to pochopil".

## Filmografie
- 1949 Bojovný muž z Kentucky (The Fighting Kentuckian, USA) – role: Willie Paine